# Гридасов, Фёдор Иванович
Фёдор Иванович Гридасов (1901, с. Скворцовка, Самарская губерния — ?) — военный деятель, разведчик. Полковник (1940).

## Биография
Родился в крестьянской семье.
В РККА с 1920 года.
Окончил 6-месячные дивизионные политкурсы (1922), артиллерийское отделение Объединенной военной школы имени В. И. Ленина (1925), Военно-политические курсы имени В. И. Ленина (1927), Специальный факультет Военной академии РККА имени М. В. Фрунзе (1935—1938).
Участник Гражданской войны: командир взвода. Позднее — политрук артиллерийского дивизиона, командир батареи, помощник командира артиллерийского дивизиона стрелкового полка (1925—1935).
По окончании Специального факультета служил в РУ РККА/ГРУ Генштаба Советской Армии: секретный уполномоченный 2-го (восточного) отдела (сентябрь 1938 — июнь 1939), начальник 1-го (оперативного) отделения Отдела кадров (июнь 1939 — август 1940), заместитель начальника того же отдела (август 1940 — июнь 1941), а с июня 1941 также — начальник 1-го отделения Отдела кадров.
В годы Великой Отечественной войны — помощник начальника ГРУ.

## Награды
- Орден Красной Звезды (1943).